# 水銀スイッチ

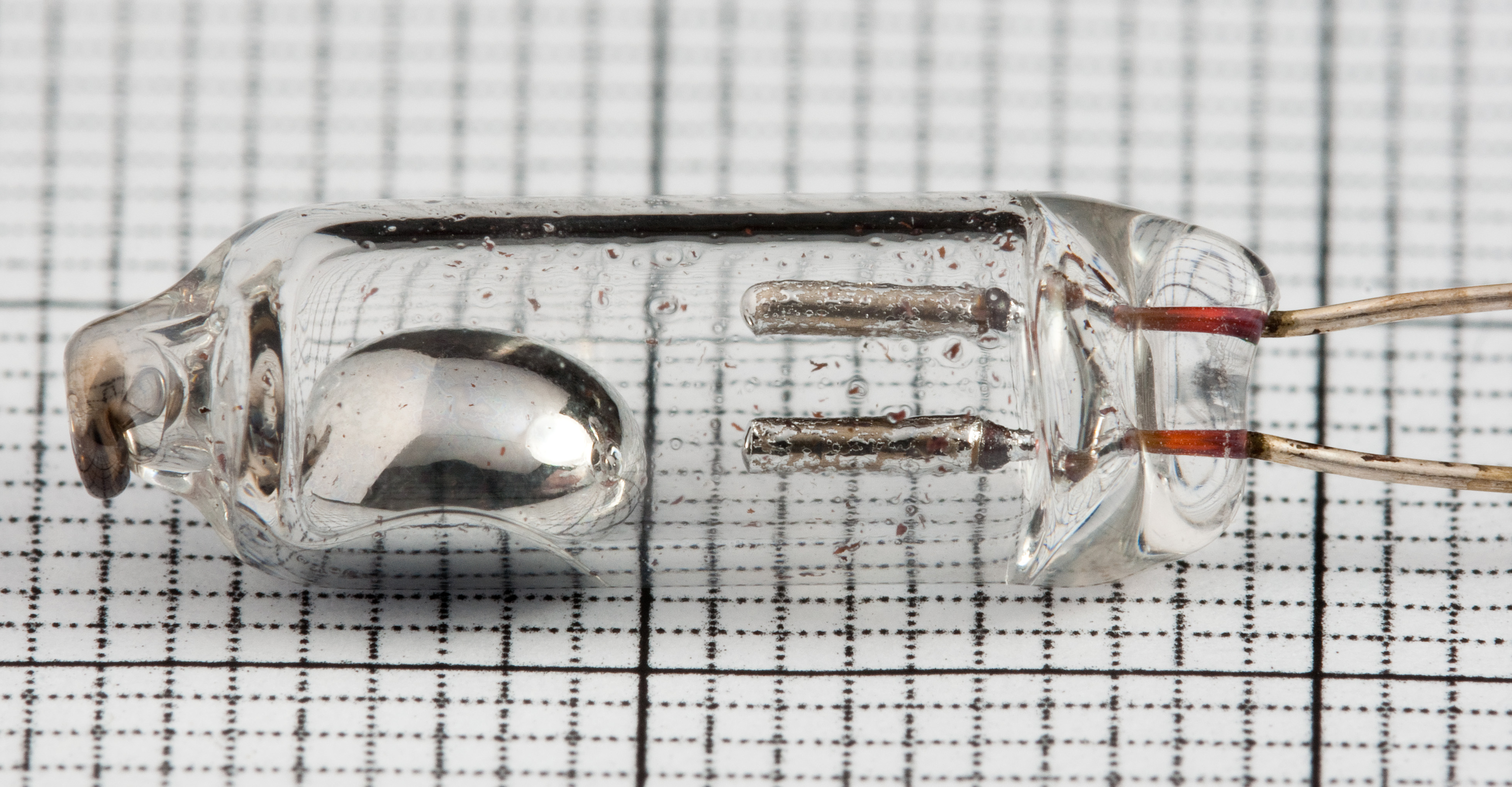
水銀スイッチ。傾きにより切替が発生する

水銀スイッチ（すいぎんスイッチ）とは、水銀を用いたスイッチの一種である。傾いた時に回路の切替（スイッチング）が発生する傾き検知（チルトセンサー）機能を持ち、転倒防止スイッチ・感震器に利用される。

## 概要
ガラス製の容器の一端の内面に解放された電気接点端子を設け、容器内に少量の水銀が封入されている。容器が傾くことで重力によって水銀が移動し、端子と水銀が接触した場合に通電状態となる。容器内の水銀の動きを利用し、転倒や傾きを検知する用途に用いられる。
水銀が持つ、常温において液体であるという性質から、電極によく密着して接触抵抗が非常に少なく、さらにチャタリングが発生しないという特徴がある。現在、一般的に使われる転倒スイッチには、水銀の代わりに金属球を使うものなどがあるが、接触抵抗の面では水銀スイッチが傑出している。このため、比較的大きな電力のスイッチングや、小型の電池など弱い電源装置を使用する場合に威力を発揮する。
水銀気圧計や水銀温度計の水銀を導体として利用した、圧力や温度に応じて切替が発生する水銀スイッチもある。
かつては家庭用のガスファンヒーター・石油ヒーターなどの転倒防止スイッチとして幅広く使用されていた。また、その動作原理の単純さ、さらには動作の確実性などから、子供向けの電子工作の書籍などでも頻繁に登場しており、金属としては唯一、常温で液体であるという水銀の性質と相俟って、当時の子供の興味を引いていた。

## 使用中止へ
水銀は生物への強い毒性があり、環境への配慮から、1990年代より代替品の「水銀レス感震器」および「水銀レスチルトスイッチ」の供給が始まった。2010年代以降は代替品が普及したこともあり、生産を行なうメーカーはほとんど存在せず、一般の電子部品販売店などでの扱いはきわめてまれであり、店頭在庫のみの扱いとなっている。
日本では2017年の水銀に関する水俣条約の施行に伴い、経済産業大臣より特別に許可された用途を除いて、水銀スイッチの製造および輸出入が禁止されている。2020年現在、日本では感震装置、石油化学プラントの温度センサー、屋外用ガスファンヒーターのチルトセンサーなど特殊な環境での使用（主に産業用装置の保守用途）のみが許可されているが、これらも2020年末日より製造･輸出入が禁止されるとの通達が経済産業省より出されている。
かつて水銀スイッチを使用していた工業製品においても、排除の動きが見られる。例えば、アメリカの自動車産業では2002年に水銀を含有するスイッチの使用を中止したほか、アメリカ環境保護庁は2006年に「全国自動車用水銀スイッチ回収プログラム」 (National Vehicle Mercury Switch Recovery Program/NVMSRP) を公表し、既存の自動車からの回収をスクラップ業者などに働きかけている。
水銀という有害物質を含んでいながら、民生用機器のパーツとして1990年代まで大量に製造されたため、入手は容易である。インターネットオークションに出品されている場合もあり、2018年には加熱式たばこに水銀を仕込んで知人男性に吸わせることによる殺害をもくろんで逮捕された男が、インターネットオークションから水銀スイッチを購入していたことが判明している。

## その他
- 転倒防止用チルトセンサ（ないし移動・振動センサ）としての用途があるが、ガラスの容器に水銀が封入されたスイッチを機器の外部に取り付ける構造であるため、目視で傾き度合いの確認がしやすいのも利点であった。
- 見かけのわかりやすさなどから、サスペンス映画などにおいて、爆弾の点火装置を構成する部品としてしばしば見かけられる。

- 水銀リレー - リードスイッチ（英語版）の中に水銀を封入した電磁リレーで、過去に上市されていた。接点が水銀で濡れているため接触不良が発生せず、高信頼性を要する箇所に使用されてきたが、代替品の開発製造が進み、同じ理由によって製造中止になった。